# Nialus jhavanicus
Nialus jhavanicus är en skalbaggsart som beskrevs av Vladimir Balthasar 1971. Nialus jhavanicus ingår i släktet Nialus och familjen Aphodiidae. Inga underarter finns listade i Catalogue of Life.